# Unciaal 0111
Unciaal 0111 (Gregory-Aland), is een van de Bijbelse handschriften in de Griekse taal. Het dateert uit de 7e eeuw en is geschreven met uncialen op perkament.

## Beschrijving
Het bevat de tekst van het Tweede brief aan de Tessalonicenzen (1,1-2,2). De gehele codex bestaat uit 2 bladen (16 × 14 cm) en werd geschreven in twee kolommen per pagina, 24 regels per pagina.
De codex is een representant van het Alexandrijnse tekst-type, Kurt Aland plaatste de codex in Categorie II.

## Geschiedenis
Het handschrift bevindt zich in de Staatliche Museen zu Berlin (P. 5013), in Berlijn.